# Радошина
Радошина (пол. Radoszyna) — село в Польщі, у гміні Добре Мінського повіту Мазовецького воєводства.
Населення — 64 особи (2011).
У 1975-1998 роках село належало до Седлецького воєводства.

## Демографія
Демографічна структура станом на 31 березня 2011 року:
|          | Загалом | Допрацездатний вік | Працездатний вік | Постпрацездатний вік |
| -------- | ------- | ------------------ | ---------------- | -------------------- |
| Чоловіки | 34      | 8                  | 21               | 5                    |
| Жінки    | 30      | 3                  | 14               | 13                   |
| Разом    | 64      | 11                 | 35               | 18                   |